# 封神空腔介
封神空腔介（学名：Ambostracon fengshenga）为粗面介科空腔介屬下的一个种。